# شهرستان اوسیج (اکلاهما)
شهرستان اوسیج، اکلاهما (به انگلیسی: Osage County, Oklahoma) شهرستانی در ایالات متحده آمریکا است که در اکلاهما واقع شده‌است.

## خصوصیات
شهرستان اوسیج ۵٬۹۶۷٫۳۷ کیلومترمربع مساحت دارد.